# Università Politecnica di Timișoara
L'Università Politecnica di Timișoara (UPT) è un'università pubblica con sede a Timișoara fondata nel 1920.
Nel 2011 è stata classificata dal ministero dell'istruzione nella prima categoria del sistema universitario romeno, quella delle università di ricerca avanzata e istruzione.